# 스페인의 인권
스페인의 인권은 인권 문제에 대한 스페인의 사안을 다룬다. 스페인 정부는 시민의 인권을 존중하며 일부 사안에 대해서는 사법부가 개인의 진정에 대해 판결을 내린다. 불법이민자에 대한 폭력과 비인도적인 행위로 개인에 의해 제기된 진정 사례가 몇몇 있었다. 국제사면위원회에 따르면 정부의 조사 관련 개입이 지연되거나 처벌이 미미하며 감금된 외국인이나 피고의 경우 재판이 지나치게 지연되는 경우도 적지 않다고 한다. 여성에 대한 폭력도 문제이며 이에 대해서는 정부 주도의 개선 노력이 시행되고 있다. 로마인에 대한 차별과 이민자에 대한 차별은 여전히 논쟁 대상으로 소수자의 폭력 사태도 때로 일어난다. 여성과 10대 소녀를 매춘 목적으로 매매하는 경우도 있어 정부 당국은 인신매매 감시국을 마련해놓고 있다.

## 바스크 분리주의자
2006년 3월 22일 에타는 불특정지역에서 발포 행위를 시작했으며 2006년 12월 30일이 되어서야 사태가 진정됐다. 에타 동조자들 또한 거리에서 폭력 시위를 일으키며 바스크 지방에서 항의 활동을 지속하는 가운데 경찰 당국의 진압 노력도 지속되고 있다. 스페인과 프랑스 경찰은 126명의 에타 지명수배자와 협력자를 체포한 바 있다. 스페인 고등법원(Audiencia Nacional, The Spanish National Audience)은 경찰력을 동원해 정기적으로 현장 급습을 진행하여 젊은 분리주의자 활동가와 에타 소속으로 추정되는 용의자를 체포하고 있으며 보통 5일 동안 감금된다. 이 때 카메라가 없는 상태에서 구금되는데 과거 카메라 설치가 권고되었으나 보통 지켜지지 않고 있다. 석방된 피해자들은 고문을 당했다는 주장을 펴고 있으며 심지어 바스크어 유력지인 에큰카리아 대표기자인 마르텍슬로 오타멘디도 이를 주장한 바 있다. 검찰에 소송을 벌이는 사람들 중 다수의 개인은 법정에서 별다른 처벌을 받지 않으며 일부만이 처벌되었다.